# Roberto Piccoli
Roberto Piccoli, né le 27 janvier 2001 à Bergame en Italie, est un footballeur italien, qui évolue au poste d'avant-centre à Cagliari Calcio.

## Biographie

### En club
Né à Bergame en Italie, Roberto Piccoli est formé par le club de sa ville natale, l'Atalanta Bergame, club qu'il rejoint à l'âge de 10 ans et où il côtoie notamment Dejan Kulusevski. Avec la Primavera, il remporte notamment le championnat en 2019 et la Supercoue d'Italie de la catégorie, marquant d'ailleurs le premier but de ce match face aux jeunes de l'ACF Fiorentina. L'Atalanta s'impose 2-1 ce jour-là sur un but d'Emmanuel Gyabuaa.
Roberto Piccoli joue son premier match en professionnel le 15 avril 2019, à l'occasion d'une rencontre de Serie A face à l'Empoli FC. Il entre en jeu à la place de Papu Gómez, et la rencontre se termine sur un score nul de 0-0.
Le 15 septembre 2020, Roberto Piccoli est prêté au Spezia Calcio, tout juste promu en Serie A. Il joue son premier match le 4 octobre 2020, face au Milan AC. Il entre en jeu à la place d'Andrey Galabinov, et son équipe s'incline sur le score de trois buts à zéro. Le 25 novembre 2020, Piccoli inscrit son premier but en professionnel lors d'une rencontre de coupe d'Italie face au Bologne FC. Titulaire ce jour-là, il ouvre le score et voit son équipe s'imposer après prolongations sur le score de quatre buts à deux. Il inscrit son premier but en Serie A face à l'Inter Milan, le 20 décembre 2020. Son équipe s'incline par deux buts à un ce jour-là.
Le 25 janvier 2022, Roberto Piccoli est prêté au Genoa CFC jusqu'à la fin de la saison.
Le 30 juin 2022 est annoncé le prêt pour d'une saison de Roberto Piccoli à l'Hellas Vérone,.
Le 31 janvier 2023, Piccoli est prêté au Empoli FC pour 18 mois, avec option d'achat.
Le prêt à Empoli prend fin prématurément à l'été 2023 et Roberto Piccoli est à nouveau prêté dans la foulée le 31 août 2023, cette fois-ci à l'US Lecce. Le club dispose également d'une option d'achat sur le joueur.

### En équipe nationale
Avec les moins de 16 ans, il inscrit quatre buts : il marque contre la Pologne, l'Ukraine, et enfin contre l'Allemagne par deux fois.
Avec les moins de 18 ans, il marque deux buts, contre la Slovénie et la Tchéquie.
Par la suite, avec les moins de 19 ans, Roberto Piccoli se met en évidence en étant l'auteur d'un doublé contre la Serbie, en mars 2019. Quelques semaines plus tard, il est retenu afin de participer au championnat d'Europe des moins de 19 ans organisé en Arménie. Lors de ce tournoi, il prend part à deux matchs. Avec un bilan d'une seule victoire et deux défaites, les jeunes italiens ne parviennent pas à sortir de la phase de groupe. Après le championnat d'Europe, Piccoli se met de nouveau en évidence en étant l'auteur d'un doublé contre la Slovénie.
Roberto Piccoli joue son premier match avec l'équipe d'Italie espoirs le 3 septembre 2021 contre le Luxembourg. Il est titularisé et son équipe s'impose par trois buts à zéro,.

## Palmarès

### Distinction
Atalanta Bergame
- UEFA Youth League
  - Co-meilleur buteur de l'UEFA Youth League 2019-2020